# Hypanthidioides chapadicola
Hypanthidioides chapadicola là một loài Hymenoptera trong họ Megachilidae. Loài này được Urban mô tả khoa học năm 1998.